# Ле-Кост
Ле-Кост (фр. Les Costes, окс. Las Còstas) — коммуна во Франции, находится в регионе Прованс — Альпы — Лазурный Берег. Департамент коммуны — Верхние Альпы. Входит в состав кантона Сен-Бонне-ан-Шансор. Округ коммуны — Гап.
Код INSEE коммуны — 05043.

## Население
Население коммуны на 2008 год составляло 147 человек.
| 1962 | 1968 | 1975 | 1982 | 1990 | 1999 | 2008 |
| ---- | ---- | ---- | ---- | ---- | ---- | ---- |
| 143  | 167  | 144  | 123  | 138  | 140  | 147  |

## Экономика
Основу экономики составляет животноводство (крупный рогатый скот и овцы).
В 2007 году среди 84 человек в трудоспособном возрасте (15—64 лет) 58 были экономически активными, 26 — неактивными (показатель активности — 69,0 %, в 1999 году было 75,0 %). Из 58 активных работали 55 человек (32 мужчины и 23 женщины), безработных было 3 (1 мужчина и 2 женщины). Среди 26 неактивных 10 человек были учениками или студентами, 7 — пенсионерами, 9 были неактивными по другим причинам.

## Города-побратимы
- Вальдемс (Германия)

## Фотогалерея

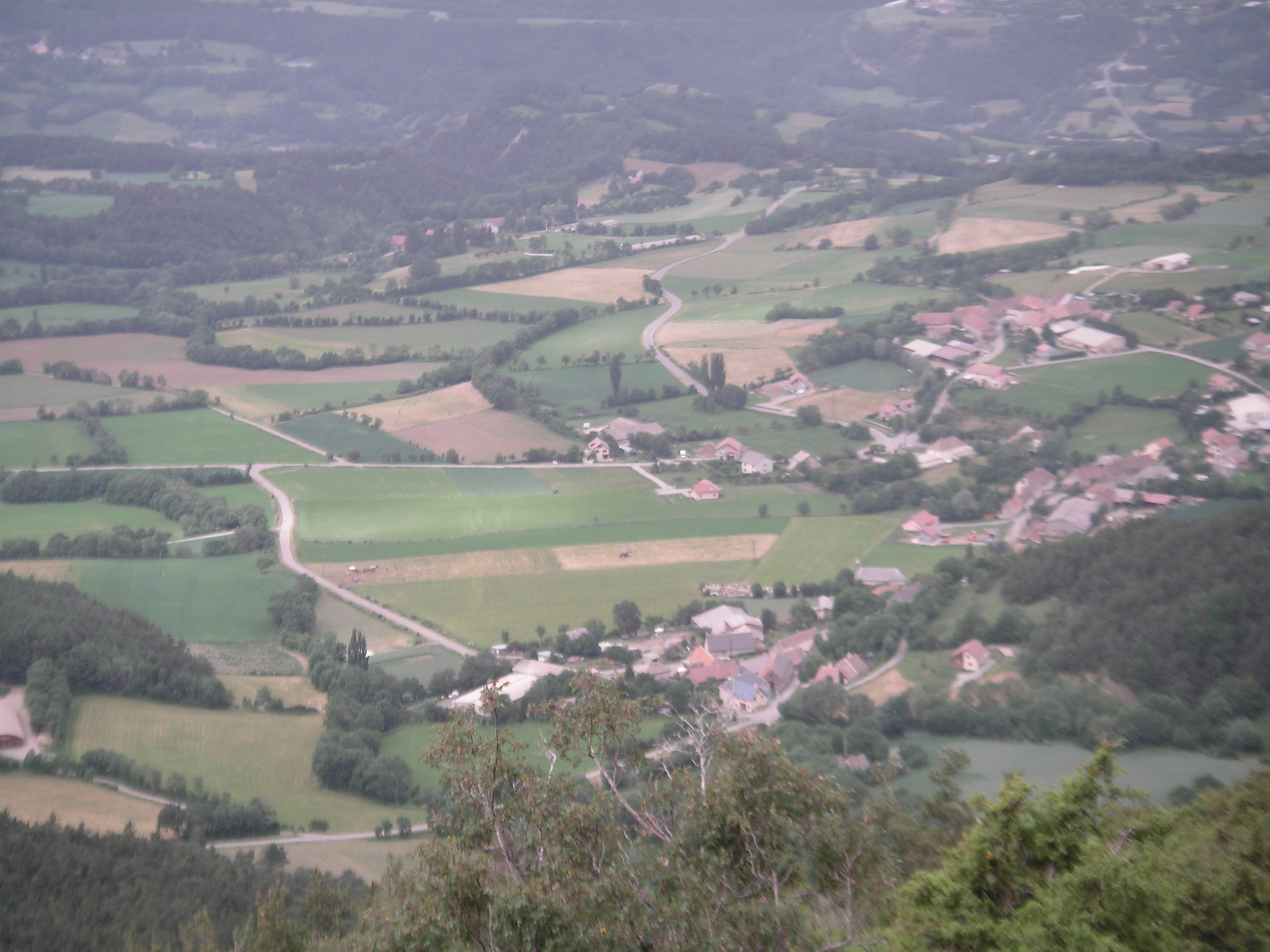
Ле-Кост
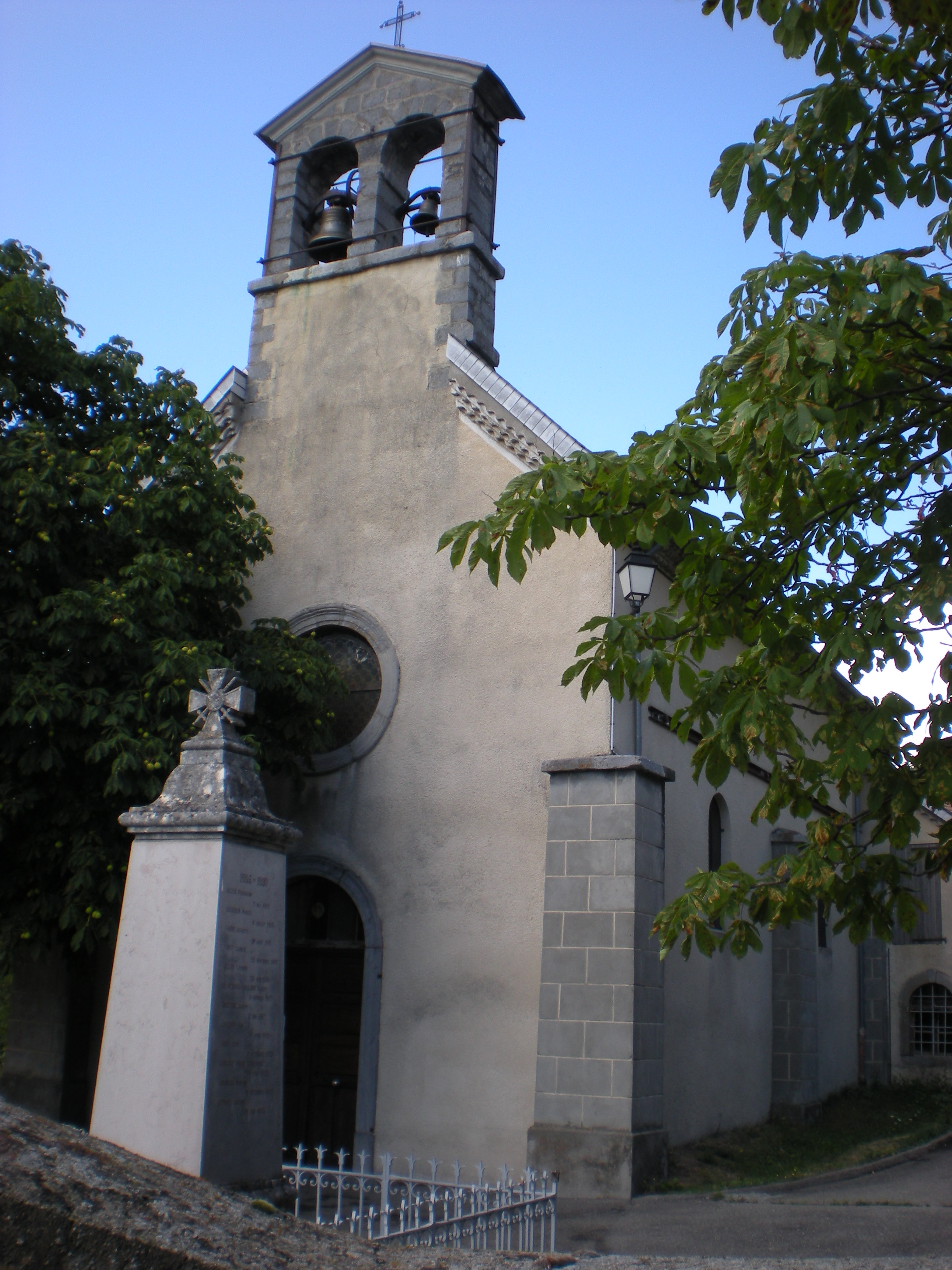
Церковь
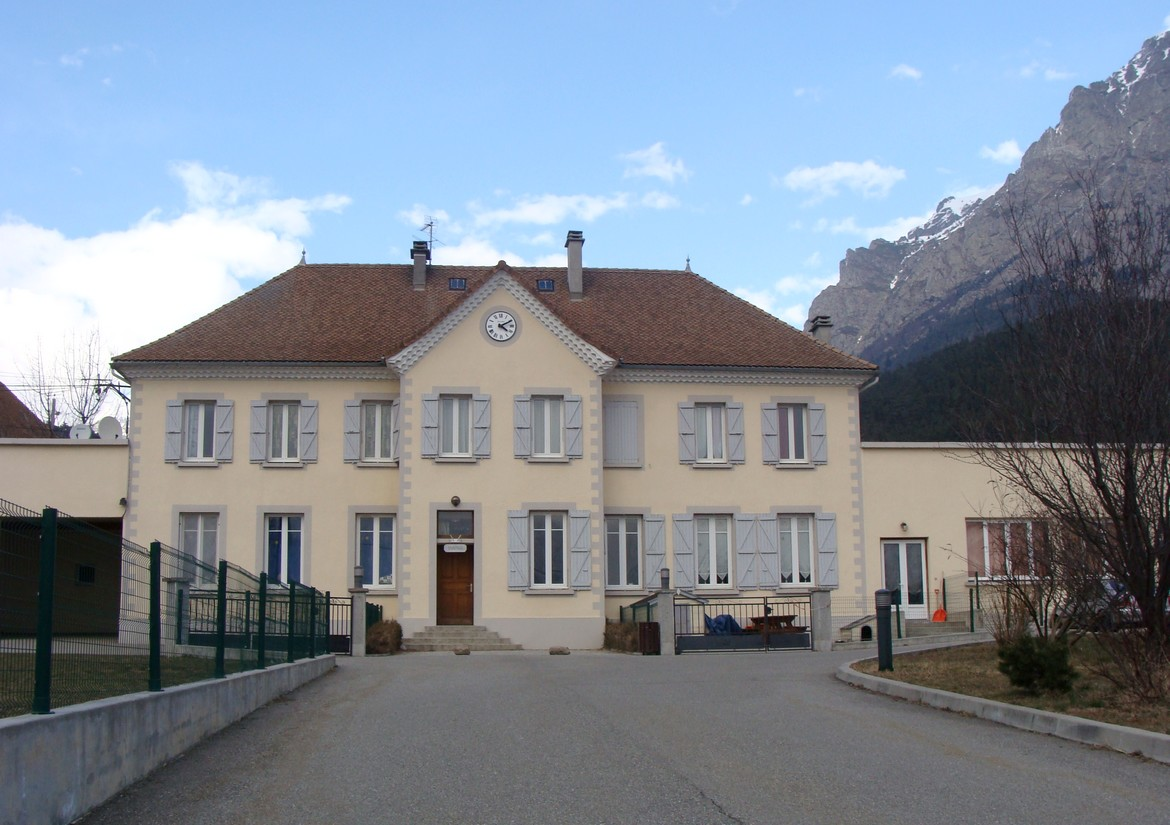
Мэрия
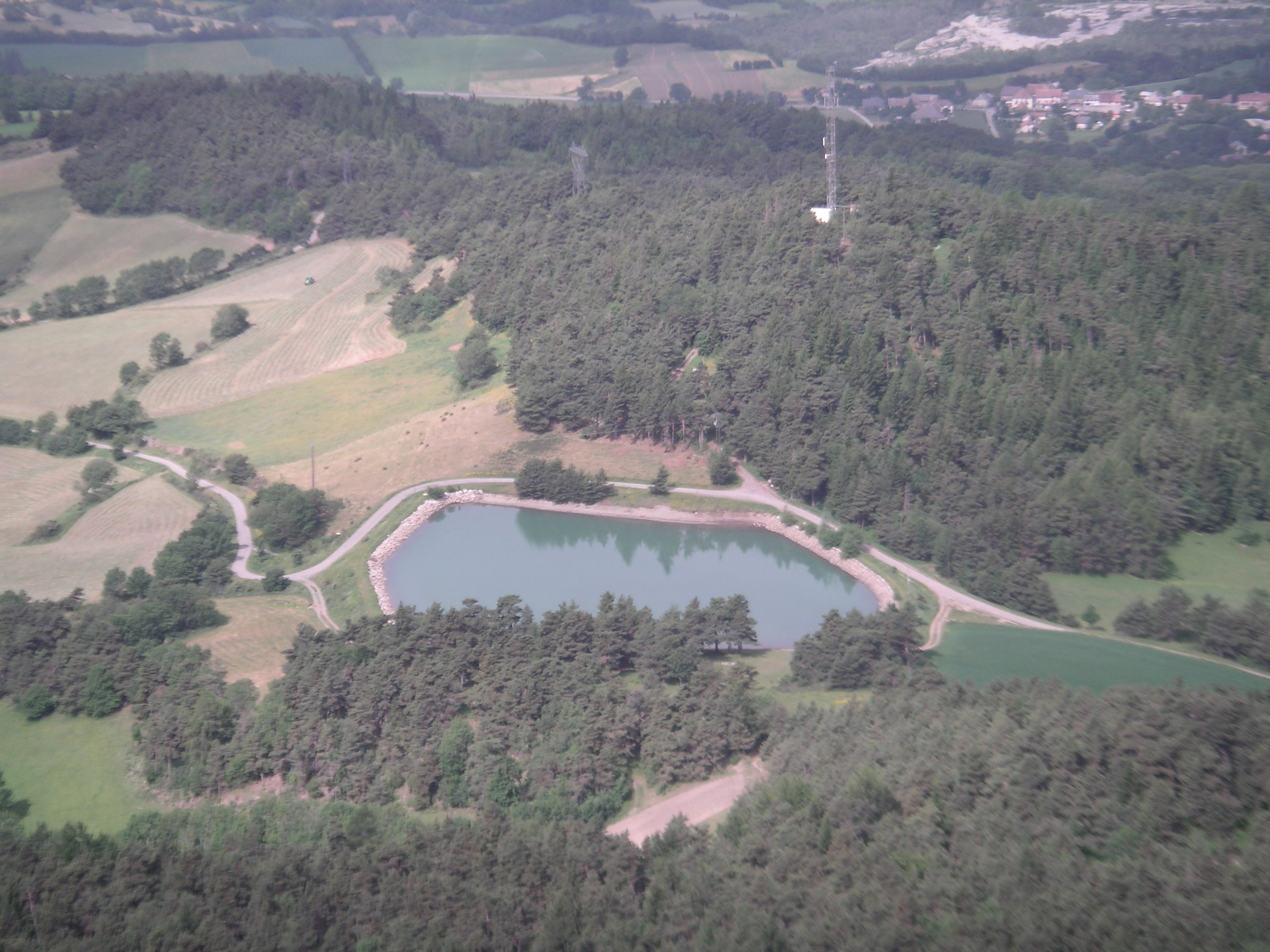
Озеро Роаффан